# The Last Song (VHS Elton John)
The Last Song è una VHS dell'artista britannico Elton John, distribuita nel 1992 dalla MCA Records.
Contiene il videoclip dell'omonimo singolo The Last Song (proveniente dall'album The One, sempre del 1992), oltre ad alcune interviste. Nel videoclip (girato da Gus Van Sant) viene efficacemente mostrata la storia descritta nel brano; infatti, è presente un ragazzo malato di AIDS, disteso in un letto. Ad un certo punto va a trovarlo suo padre, lasciandolo basito: il giovane, infatti, credeva che il genitore lo avesse abbandonato. Nel video sono anche presenti dei flashback ritraenti la fanciullezza del protagonista.
Tutti i proventi della vendita della VHS furono devoluti in beneficenza.